# Decodes aneuretus
Decodes aneuretus är en fjärilsart som beskrevs av Obraztsov och Powell 1961. Decodes aneuretus ingår i släktet Decodes och familjen vecklare. Inga underarter finns listade i Catalogue of Life.